# Vitória (Porto)
Vitória was een freguesia in de Portugese gemeente Porto en telt 2720 inwoners (2001). In 2013 werden de freguesias Cedofeita, Santo Ildefonso, Sé, Miragaia, São Nicolau en Vitória samengevoegd tot een nieuwe freguesia Cedofeita, Santo Ildefonso, Sé, Miragaia, São Nicolau e Vitória.